# Jean-Pierre Léaud
Jean-Pierre Léaud (født 28. maj 1944 i Paris, Frankrig) er en fransk filmskuespiller.
Som 15-årig vandt han berømmelse med sin gribende præstation som François Truffauts alter ego i Les Quatre Cents Coups (Ung flugt, 1959), og senere spillede han for Truffaut i bl.a. L'amour à vingt ans (De unge elskende, 1962). I efterfølgere Baisers volés (Stjålne kys, 1968), Domicile conjugal (Elsker, elsker ikke, 1970) og L'amour en fuite (Kærlighed på flugt, 1979) hans co-stjerne som kærester og som en kone Christine er skuespillerinden Claude Jade. Han har også haft roller i en serie film af Jean-Luc Godard, bl.a. Weekend (Udflugt i det røde, 1967), og i film som Bernardo Bertoluccis Ultimo tango a Parigi (Sidste tango i Paris, 1972), Aki Kaurismäkis I Hired a Contract Killer (1990) og Olivier Assayas' Irma Vep (1996).